# Jackie Espinosa
Juan Espinosa Johnson (Plattsburgh, Nueva York, 10 de julio de 1965), conocido al principio de su carrera como Jackie Johnson y posteriormente como Jackie Espinosa es un exjugador de baloncesto con doble nacionalidad estadounidense y  española cuya mayor parte de carrera deportiva transcurrió en distintos clubes españoles de élite. Destacando especialmente sus 2 años en Badalona (96-98) con varias actuaciones memorables y un título de Copa del Rey, y su año en Cantabria (98-99) donde promedió 16 puntos y 7,5 rebotes para irse a los 18 de valoración por partido.

## Trayectoria
Tras jugar en varios equipos de institutos y universidades de Estados Unidos debutó profesionalmente en el Fórum Filatélico de la liga ACB en la temporada 1991-92. Jugó dos temporadas antes de pasar por diferentes equipos de la liga española: el Coren Ourense, el CB Fuenlabrada (en la liga EBA) y el Grupo AGB Huesca, antes de fichar la temporada 1996-97 por el Joventut de Badalona. 
En la Penya, donde jugaría dos temporadas, ganaría la Copa del Rey en 1997, y sería subcampeón en 1998.
Después jugaría en Lobos Caja Cantabria la temporada 98-99 con unos números espectaculares y siendo un jugador clave esa temporada. Empezaría la temporada siguiente en el Near East Atenas de la liga griega, donde estaría hasta el mes de febrero del 2000, pasando a jugar en el Cabitel Gijón hasta el final de la temporada que había iniciado en Grecia.
Finalmente en el Caja Rural Melilla, donde se retiraría la temporada 2000-01.

## Equipos
- Kaligi Valley Hawaii. Categorías inferiores.  Estados Unidos
- High School. Dole Intermedia High School.  Estados Unidos
- High School. Moanelua High School.  Estados Unidos
- High School. Hilo University Hawaii Pacific College.  Estados Unidos
- 1988-90 Seattle University Pacific.  Estados Unidos
- 1990-91 University of Alaska-Anchorage.  Estados Unidos
- 1991-93 ACB. CB Valladolid.  España
- 1993-94 ACB. Coren Ourense.  España
- 1994-95 EBA. CB Fuenlabrada.  España
- 1995 ACB. Grupo AGB Huesca.  España
- 1995-96 EBA. CB Fuenlabrada.  España
- 1996-98 ACB. Festina Joventut.  España
- 1998-99 ACB. Lobos Caja Cantabria.  España
- 1999-00 HEBA. Near East Atenas.  Grecia
- 2000 ACB. Cabitel Gijón.  España
- 2000-01 LEB. Caja Rural Melilla.  España